# Bisolita interna
Bisolita interna är en fjärilsart som beskrevs av Sergius G. Kiriakoff 1961. Bisolita interna ingår i släktet Bisolita och familjen tandspinnare. Inga underarter finns listade i Catalogue of Life.